# Ligne de Zwiesel à Bodenmais
 (mars 2020).
Si vous disposez d'ouvrages ou d'articles de référence ou si vous connaissez des sites web de qualité traitant du thème abordé ici, merci de compléter l'article en donnant les références utiles à sa vérifiabilité et en les liant à la section « Notes et références ».
La ligne de Zwiesel à Bodenmais est un embranchement ferroviaire dans le Land de Bavière. Il s'agit de la dernière ligne de chemin de fer construite dans le district de Basse-Bavière.

## Histoire
La ligne est construite en 1921 dans le cadre de travaux d'urgence. L'embranchement de 14,5 km de long est relié à la ligne de Plattling à Bayerisch Eisenstein (de) et à la ligne de Zwiesel à Grafenau (de).
Le 9 août 1928, un premier essai a lieu sur la ligne. Lors de la cérémonie d'ouverture le 3 septembre 1928, le premier train transporte environ 2 500 passagers à Bodenmais ce jour-là.
La poursuite de la construction de Bodenmais par la vallée du Zeller jusqu'à Bad Kötzting n'est pas réalisée. Cela s'explique notamment par l'extension de la ligne de Gotteszell à Blaibach (de) de Viechtach à Blaibach en 1927 qui permet une connexion entre la ligne de Zwiesel à Bodenmais à la gare de Cham à quelques kilomètres de là. En outre, il y a des opposants importants à de nouvelles constructions. Ainsi, la nouvelle construction de Bodenmais à Bad Kötzting est annulée au début des années 1930 au motif que les communes ne sont pas d'accord sur la construction du chemin de fer.
La faible rentabilité de la ligne apparaît vite après l'ouverture. Dès les années 1960, des rumeurs annoncent une fermeture imminente. Dans les années 1970 et 1980, ce sujet fait l'objet de quelques articles dans les médias. En janvier 1984, il y a une importante discussion télévisée sur la poursuite de la ligne. Le 27 septembre 1984, la Direction des chemins de fer fédéraux de Nuremberg avoue qu'elle tente depuis 15 ans de prendre une décision concernant l'avenir de la ligne de Zwiesel à Bodenmais particulièrement sous-utilisée. Malgré toutes les craintes, le trafic ferroviaire sur la ligne est maintenu.
Dans les horaires d'été de 1980 à 1987, le Deutsches Reisebüro (de) opère des trajets spéciaux de Hambourg-Altona à Bodenmais sur cette ligne sous le nom d'Alpen-See-Express. Il utilise des trains DB série VT 11.5 (de). À partir de 1983, il y a également des déplacements occasionnels de Dortmund à Bodenmais. Dans le même temps, les Schienenbus sont bloqués. Les trajets spéciaux entre Zwiesel et Bodenmais sont libérés pour le trafic général afin de créer un remplaçant. L'année suivante, l'horaire du train local est modifié afin que ce ne soit plus nécessaire.
Les arrêts à Außenried, Langdorf et Böhmhof sont sur la ligne de Zwiesel à Bodenmais. Seule la gare de Zwiesel (de) est dotée en personnel. Le quartier de la gare de Bodenmais est acquis par la municipalité de Bodenmais en 1987 et un nouveau bâtiment y est construit, servant de mairie et d'office du tourisme.
Des Uerdinger Schienenbus circulent sur la route dans la seconde moitié du XXe siècle. Depuis 1993, la ligne de la vallée de la Regen (de) exploite cette ligne pour le compte de la DB avec ses anciens voitures d'Esslingen (de), depuis 1996 toutes les heures. Depuis début 1997, la Regentalbahn exploite des Stadler Regio-Shuttle RS1, la durée du trajet est de 20 minutes pour un trajet.
Le nombre de passagers augmente en raison de l'introduction de nouveaux horaires à Zwiesel et de l'introduction du Bayerwald-Ticket (de) dans le cadre du concept de circulation du parc national de la forêt de Bavière au début des années 2000. À Zwiesel, il existe depuis une connexion directe avec Bayerisch Eisenstein, Plattling (toutes les heures) et Grafenau (toutes les 2 heures). Avec Zwiesel (depuis 2010) et Langdorf (depuis 2011), deux des trois communes voisines sur la ligne ont introduit le Gästeservice Umwelt-Ticket (de).
La commune de Bodenmais gère occasionnellement des services de trains spéciaux en coopération avec des agences de voyages. Étant donné que ces trains remplacent les trains locaux réguliers sur la ligne pour des raisons opérationnelles, ils sont libérés pour le trafic général entre Zwiesel et Bodenmais.
Dans le cadre de l'appel d'offres de la Société des chemins de fer bavarois (de) pour le "Réseau ferroviaire régional de Bavière orientale", les trains sont également réaffectées sur cette ligne. Le vainqueur, l'ancien sous-traitant DB Regio Netinera avec sa marque Waldbahn, reprend les opérations en décembre 2013. Il n'y a pas de changement majeur dans les performances des trains sur cet itinéraire dans cet appel.
Dans le cadre des investissements de la Société des chemins de fer bavarois et de DB Station&Service (de), un nouvel arrêt Bodenmais Süd doit être construit sur cette ligne entre les rues Am Sonnenhang et Silberbergstrasse. Les coûts de construction de la plateforme sont estimés à 800 000 euros. Le conseil de marché de la municipalité rejette ce projet à la mi-juillet 2015 en raison de la charge financière supplémentaire pesant sur la municipalité en raison de mesures environnementales d'un montant de 100 000 euros.
Les trains de la ligne de Zwiesel à Bodenmais circulent sur la ligne WBA2 toutes les heures, un train unique part de Bayerisch Eisenstein en tant que voiture directe pour Bodenmais.